# Премоло
Премоло (итал. Premolo) је насеље у Италији у округу Бергамо, региону Ломбардија.
Према процени из 2011. у насељу је живело 1118 становника. Насеље се налази на надморској висини од 636 м.

## Становништво
Према резултатима пописа становништва 2011. у општини је живело 1.171 становника.
| 1931. | 1936. | 1951. | 1961. | 1971. | 1981. | 1991. | 2001. | 2011. |
| ----- | ----- | ----- | ----- | ----- | ----- | ----- | ----- | ----- |
| 949   | 922   | 1.078 | 1.078 | 1.049 | 1.022 | 1.007 | 1.029 | 1.171 |